# دژ تسارچه
دژ تسارچه (گرجی: წარჩეს ციხე؛ آبخازی: Ҵарчатәи абааш) یک بنای استحکامی ویرانه مربوط به قرون وسطای آغازین، در نزدیکی روستای تسارچه در آبخاز، گرجستان است.
دژ تسارچه بر بروی یک تپه، در نزدیکی هم‌ریزگاه رودهای اوخوجا و چخورتولی قرار دارد. خطوط دیوارهای قلعه، شکل بیضی‌مانند تپه را تکرار می‌کند. این دژ در شکل ویرانه قرار دارد و تنها خرپشتهٔ ۸-۷ متری سالم مانده‌است. در وسط دژ، پلکانی باریک سنگی به یک مسیر جنگی منتهی می‌شود. در کنار دیوار، یک مسیر راه رفتن قرار دارد که عرض آن می‌تواند دو نفر را در یک زمان جا دهد. در بخش جنوب شرقی، یک مخزن با دیواره‌ای پوشیده شده وجود دارد.